# Tímea Vágvölgyi
Tímea Vágvölgyi (* 20. November 1975 in Ungarn), die auch als Timea Margot, Margot Depard oder Margot, seltener auch als Cindy Miel, Olinka Ferova und Katalyn Cica, auftrat, ist ein ungarisches Erotikmodel, Wrestlerin und Pornodarstellerin.

## Arbeit
Von 1994 bis 1998 arbeitete sie in der Pornobranche, u. a. für die Private Media Group, Color Climax und Goldlight. Mit dem Dreiteiler Dangerous Dreams gewann sie beim European X Film Festival 1995 in Barcelona den ersten Platz.
Als Wrestlerin erlangte sie in der Szene einige Bekanntheit im Rahmen von „Nacktring-Wettkämpfen“, die von der Danube Women Wrestling Organisation veranstaltet wurden.
Sie lebte von 1996 bis 1998 einige Zeit in Aachen und danach einige Jahre in Bologna in Italien, wo sie jeweils als Stripperin bzw. „Table Dance Girl“ unter dem Pseudonym Mercedes in Nachtclubs auftrat.
Seit 2006 lebt sie wieder in ihrer Heimatstadt Budapest.
Vágvölgyi spricht neben ihrer Muttersprache fließend Deutsch und Italienisch.

## Filmografie

### Klassische Hardcore Filme
- Chateau de Passion
- Private Casting 10 (1998)
- Private Video Magazine No. 19 (1995)
- Private Video Magazine No. 20 (1995)
- Private Video Magazine No. 21 (1995)
- Lust Treasures No. 4 (2002, re-make)
- Cannes Fantasies
- Starlovers (1994)
- Dangerous Dreams I – Die Macht des Geldes
- Dangerous Dreams II – Verratene Liebe
- Dangerous Dreams III – Rache ist süß
- Teenies Extrem 122 (Canai)
- Lover’s Lane
- Lil' Women – Real World (1998)
- Fick Boutique
- Le Avventure di Turpex 1 – sesso alchemico (1994)
- Les Folles de „Q“ (1994)
- Junges Fleisch und alte Böcke (1995)
- Sexual Obsessions 1 (Joe Gagliano/1994)
- Private Casting Nr. 10
- Teenies Extrem 122 (Canai)
- Feuchte Muschis, from BB-Movie
- Orgassic Park, by Appels
- Clip Tip 2
- Fick Colonia, by Superstar (alternative title; Die Bumsgondel)
- Das Haus der Perversionen
- Pralle Titten (2005) remake
- Twilight 20 (1994)

### Frauen Nacktring Filme
- DWW 42 – „Timea“, Mistress of Humiliation (Wrestling Film)
- DWW 47 – Battle of the Blondes (Wrestling Film)
- DWW 49 – Timea vs. Stefanie (Wrestling Film)
- DWW 054-01 – Edina vs. Timea (Wrestling Film)
- DWW 055-01 – Melanie vs. Timea (Wrestling Film)
- DWW 179 – Wrestling Island, Domination Matches (Wrestling Film)